# Фалви
Фалви (фр. Falvy) насеље је и општина у североисточној Француској у региону Пикардија, у департману Сома која припада префектури Перон.
По подацима из 2011. године у општини је живело 132 становника, а густина насељености је износила 20,89 становника/km². Општина се простире на површини од 6,32 km². Налази се на средњој надморској висини од 60 метара (максималној 91 m, а минималној 51 m).

## Демографија
| 1962. | 1968. | 1975. | 1982. | 1990. | 1999. | 2011. |
| ----- | ----- | ----- | ----- | ----- | ----- | ----- |
| 117   | 118   | 108   | 116   | 106   | 100   | 132   |

График промене броја становника у току последњих година